# イルハム・ザキエフ
イルハム・ザキエフ（Ilham Zakiyev、1980年3月3日 - ）は、アゼルバイジャンのスムガイト出身の柔道選手。階級は100kg超級。

## 人物
兄の影響で10歳の時にレスリングを始めた。続いて15歳の時に柔道を始めた。
柔道ではワールドユースゲームズの国内予選で優勝するなど活躍していたが、18歳になると軍務に服役することになった。ところが、1999年2月にアルメニアとの紛争地であるフィズリ県で、敵の銃弾をこめかみに受けた影響で視力を失った。これにより人生が大きく変わってしまったが、青少年・スポーツ省の高官の計らいにより視覚障害者柔道に取り組むこととなった。
2004年アテネパラリンピックに出場すると、100kg超級で金メダルを獲得した。
2008年北京パラリンピックで2連覇を達成した。
2011年のIBSA世界大会では決勝で正木健人に敗れた。
2012年ロンドンパラリンピックでは準決勝で正木に敗れて3位に終わり、3連覇はならなかった。
2015年には地元アゼルバイジャンのバクーで開催されたヨーロッパ競技大会視覚障害者部門でも優勝した。
2016年リオデジャネイロパラリンピックでは5位だった。
2018年にはバクーで開催された世界選手権の際に、IJFの殿堂入りを果たすことになった。
2021年8月に日本武道館で開催された東京パラリンピックでは準々決勝で敗れるが、その後の敗者復活戦を勝ち上がって銅メダルを獲得した。

## 主な戦歴
- 2004年 - アテネパラリンピック 優勝
- 2005年 - IBSAヨーロッパ選手権 優勝
- 2008年 - 北京パラリンピック 優勝
- 2009年 - IBSAヨーロッパ選手権 優勝
- 2011年 - IBSA世界大会 2位
- 2012年 - ロンドンパラリンピック 3位
- 2013年 - IBSAヨーロッパ選手権 優勝
- 2015年 - ヨーロッパ競技大会視覚障害者部門 優勝
- 2015年 - IBSAヨーロッパ選手権 優勝
- 2016年 - リオデジャネイロパラリンピック 5位
- 2017年 - IBSAヨーロッパ選手権 優勝
- 2021年 - 東京パラリンピック 3位

(出典JudoInside.com)。